# Dong-eup
Dong-eup (koreanska: 동읍) är en köping i stadskommunen Changwon i provinsen Södra Gyeongsang i den sydöstra delen av Sydkorea, 300 km sydost om huvudstaden Seoul. Den ligger i stadsdistriktet Uichang-gu.